# Leone Allacci

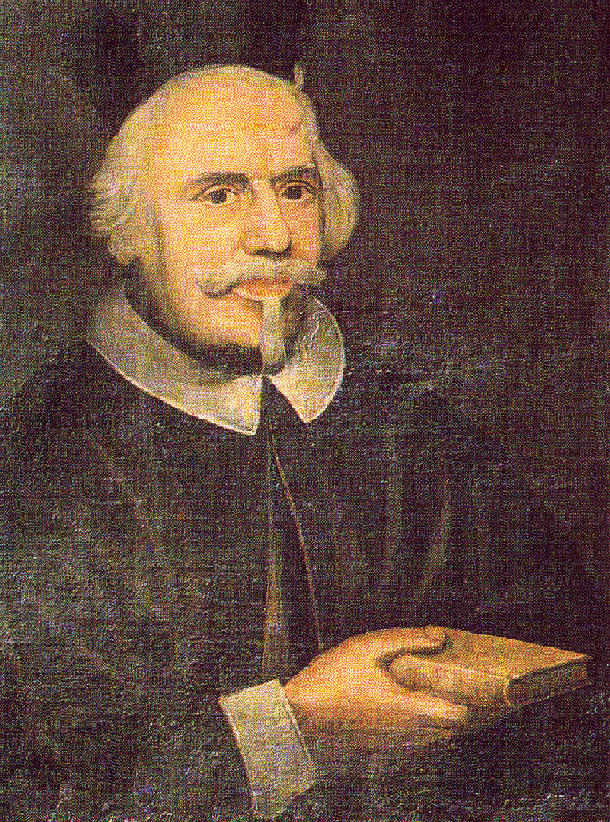
Leone Allacci (Leo Allatius), Porträt im Collegio Greco, Rom

Leone Allacci, auch Leo(n) Allatius, Leo(n) Allatios, Leon Allatiusios (* um 1586; † 19. Januar 1669) war ein katholischer Konvertit, griechischer Altphilologe, Bibliothekar und Theologe.

## Leben
Allacci wurde auf der griechischen Insel Chios um das Jahr 1586 in einer orthodoxen Umgebung geboren. Er lebte zunächst in Kalabrien, später in Rom, wo er zunächst Griechisch unterrichtete und später als Günstling von Papst Gregor XV. am Griechischen Kolleg Sankt Athanasius Karriere machte.
Nach der Eroberung Heidelbergs im Jahr 1622 durch Tilly übereignete der siegreiche bayerische Kurfürst Maximilian die kostbare Heidelberger Bibliotheca Palatina, die er zuerst nach München mitnehmen wollte, auf nachdrücklichen Wunsch von Papst Gregor XV. dem Vatikan. Papst Gregor übertrug Allacci den Abtransport der Manuskripte mit einer Karawane von 200 Maultieren über die Alpen nach Rom. Bei dieser Gelegenheit zweigte Allacci auch zwölf Kisten mit wertvollen Büchern für sich selbst ab.
Nach dem Tod Gregors XV. 1623 wurde Allacci Bibliothekar des Kardinals Francesco Barberini und 1661 wurde er zum Bibliothekar der Vaticana befördert, bot 1666 mit seiner »Drammaturgia« den frühesten Versuch eines Verzeichnisses aller bis dahin in Italien aufgeführten Opern und Dramen. G. B. Pasquali setzte dieses Werk später fort (Neuausgabe Venedig 1755). Im Amt als Bibliothekar verstarb Allacci, Leone 1669.